# Y aura-t-il de la neige à Noël ?
Pour plus de détails, voir Fiche technique et Distribution.
Y aura-t-il de la neige à Noël ? est un film français réalisé par Sandrine Veysset et sorti en 1996.
Il décrit la vie à la campagne d'une famille nombreuse et recomposée, dans une ferme de polyculture dans la région d’Avignon, le travail des enfants et la soumission au chef de famille.

## Synopsis
Une famille recomposée : un homme marié ailleurs et qui y retourne chaque soir, une femme qui a sept enfants de lui, la misère et la rudesse à la campagne et l'amour de cette femme pour ses enfants.
Cette femme et ses enfants échapperont-ils à la tyrannie de cet homme ? Le fantôme de l'inceste rôde, entouré de violence et d'autoritarisme. La solution pourrait être d'ouvrir le gaz. Mais la neige revient, avec l'espoir que la situation puisse s'arranger.

## Fiche technique
- Titre : Y aura-t-il de la neige à Noël ?
- Réalisation : Sandrine Veysset
- Scénario : Sandrine Veysset et Antoinette de Robien
- Musique : Henri Ancilotti
- Photographie : Hélène Louvart
- Montage : Nelly Quettier
- Décors : Jacques Dubus
- Costumes : Nathalie Raoul
- Production : Humbert Balsan
- Société de production : Ognon Pictures
- Pays de production :  France
- Langue originale : français
- Format : couleurs - Dolby
- Genre : drame
- Durée : 90 minutes
- Dates de sortie :
  - Canada : 9 septembre 1996 (Festival de Toronto)
  - France : 25 décembre 1996

## Distribution
- Dominique Reymond : la mère
- Daniel Duval : le père
- Jessica Martinez : Jeanne, l'aînée
- Alexandre Roger : Bruno
- Xavier Colonna : Pierrot
- Fanny Rochetin : Marie
- Flavie Chimènes : Blandine
- Jérémy Chaix : Paul
- Guillaume Mathonnet : Rémi
- Éric Huyard : Yvon
- Loys Cappatti : Bernard
- Marcel Guilloux-Delaunay : l'instituteur

## Accueil
Le film a réalisé 836 711 entrées lors de son exploitation en France.

## Distinctions
- Prix Louis-Delluc 1996 : meilleur film
- César 1997 : César de la meilleure première œuvre
- Grand Prix de l'Union de la presse cinématographique belge 1998